# 嶺照院 (台東区)
嶺照院（れいしょういん）は、東京都台東区にある天台宗の寺院。

## 歴史
1629年（寛永6年）、慶賢によって開山された。寛永寺より土地を譲られて寺を創建した。
当初は｢禅定坊｣と称していたが、後に「嶺照院」に改称した。
近くの小野照崎神社の別当寺であった。明治初期の神仏分離政策で、神社から切り離された。神社を担当していた僧侶は、還俗して神職となり「小野」姓を名乗ることになった。2020年（令和2年）現在の神職も小野姓である。

## 交通アクセス
- 入谷駅4番出口より徒歩2分（経路案内）。